# Ramsbergs församling
Ramsbergs församling var en församling i Västerås stift och i Lindesbergs kommun. Församlingen uppgick 2010 i Linde bergslags församling. 

## Administrativ historik
Församlingen bildades 10 juli 1589 ur Linde församling och utgjorde därefter till 2010 ett eget pastorat. Församlingen uppgick 2010 i Linde bergslags församling.

## Kyrkor
- Ramsbergs kyrka
- Sankta Anna kyrka